# Szujfenho
Szujfenho (pinjin: Suífēnhé, kínaiul: 绥芬河市) alprefektúra-szintű város Kínában az orosz határnál, az egykori kínai keleti vasútvonalnál. Hejlungcsiang tartomány Mudanjiang prefektúrájában található. 2008 novemberében személyvonatok napi kétszer ingáztak Szujfenho és Oroszország legközelebbi nagyobb települése között.
A település a Szujfen folyóról kapta a nevét.
Szujfenho és a környező határvidék véres összeütközésnek volt színhelye, amikor a Szovjetunió megszállta a japánok által elfoglalt Mandzsúria területét 1945 augusztusában.
2015. augusztus 9-étől az orosz rubel is hivatalos fizetőeszköz. Lakosainak száma 114 564 fő (2020).

## Népesség
| 2004 | 60 000  |
| 2020 | 114 564 |